# 盧旺達醫院列表
本條目為盧旺達的醫院列表。此列表非窮盡列舉，歡迎新增更多內容。

## 基加利市
- 基加利大學教學醫院（University Teaching Hospital of Kigali，簡稱CHUK）
- 卡其路警察醫院（Kacyiru Police Hospital）
- 穆希馬醫院（Muhima Hospital）
- 基巴加巴加醫院（Kibagabaga Hospital）
- 卡諾比軍醫院（Kanombe Military Hospital），又稱盧旺達軍醫院（Rwanda Military Hospital）[3]
- 基加利費薩爾國王醫院（King Faisal Hospital Kigali）
- 恩德拉醫院（Ndera Hospital）
- 馬薩卡醫院（Masaka Hospital）

## 東部省
- 盧因夸尤醫院（Rwinkwavu Hospital）
- 基勒荷醫院（Kirehe Hospital）
- 基班果醫院（Kibungo Hospital）
- 尼亞加塔勒（Nyagatare Hospital）
- 加希尼醫院（Gahini Hospital）
- 尼亞馬塔醫院（Nyamata Hospital）
- 恩加拉瑪醫院（Ngarama Hospital）
- 基茲路果醫院（Kizirugo Hospital）
- 盧瓦馬加納醫院（Rwamagana Hospital）

## 西部省
- 希以拉醫院（Shyira Hospital）
- 穆倫達醫院（Murunda Hospital）
- 加巴亞醫院（Kabaya Hospital）
- 基布耶醫院（Kibuye Hospital）
- 基森以醫院（Gisenyi Hospital）
- 米比利茲醫院（Mibilizi Hospital）
- 基波果拉醫院（Kibogora Hospital）
- 基林達醫院（Kirinda Hospital）
- 穆胡洛洛醫院（Muhororo Hospital）
- 基杭杜醫院（Gihundwe Hospital）
- 布申格醫院（Bushenge Hospital）
- 穆果尼羅醫院（Mugonero Hospital）

## 北部省
- 路衡葛利醫院（Ruhengeri Hospital）
- 路東果醫院（Rutongo Hospital）
- 布塔洛醫院（Butaro Hospital）
- 盧旺達癌症中心（Rwanda Cancer Centre）
- 畢仰巴醫院（Byumba Hospital）
- 路里醫院（Ruli Hospital）
- 年巴醫院（Nemba Hospital）
- 基尼喜拉醫院（Kinihira Hospital）

## 南部省
- 加巴以醫院（Kabgayi Hospital）
- 卡杜哈醫院（Kaduha Hospital）
- 基比利茲醫院（Kibilizi Hopital）
- 基托醫院（Gitwe Hospital）
- 尼安扎醫院（Nyanza Hospital）
- 穆尼尼醫院（Munini Hopital）
- 基格米醫院（Kigeme Hospital）
- 加古馬醫院（Gakoma Hospital）
- 卡布塔勒醫院（Kabutare Hospital）
- 勒米拉－路古馬醫院（Remera-Rukoma Hosital）
- 布塔勒大學教學醫院（University Teaching Hospital of Butare，簡稱CHUB）
- 路翰果醫院（Ruhango Hospital）

## 外部連結
- 盧旺達衛生部（英文）